# Ledella messanensis
Ledella messanensis is een tweekleppigensoort uit de familie van de Nuculanidae. De wetenschappelijke naam van de soort is voor het eerst geldig gepubliceerd in 1870 door Jeffreys.